# Gotfred Rode (litteraturhistoriker)
 Der er flere personer med dette navn, se Gotfred Rode.
Gotfred Benjamin Rode (9. marts 1830 på Vallø - 12. september 1878 på Skovgaard ved Ordrup) var en dansk forfatter og skolemand, bror til Vilhelm Rode og far til Ove og Helge Rode.
Efter at være blevet student 1847 fra Borgerdydskolen på Christianshavn og nogle år efter at have bestået Anden Eksamen virkede Rode i adskillige år som lærer, dels ved folkehøjskolen i Rødding, dels på Herlufsholm og i København. I 1864 underkastede Rode sig magisterkonferens i nordisk filologi og erhvervede to år efter doktorgraden ved en afhandling om Renaissancens tidligste Eftervirkninger paa dansk poetisk Litteratur. 
I 1874 oprettede han på sin ejendom Skovgaard en folkehøjskole, der bestod indtil hans død. Rode har fremdeles udgivet en samling Digte og Sange (1857) og Fortællinger og Vers for større og mindre (1858), et stykke pædagogisk æstetik, der i adskilligt minder om Kaalund og Richardt. Rode var ved sit ægteskab med Orla Lehmanns datter og ved personlige sympatier blevet en af de ledende inden for de nationalliberale kredse.
Han er begravet på Gentofte Kirkegård.